# 浜口友一
濱口 友一（はまぐち ともかず、1944年4月20日 - ）は、徳島県出身の日本の実業家。

## 略歴
徳島県出身。1967年京都大学工学部卒。同年日本電信電話公社に入社し、システムエンジニア、プロジェクトマネージャとして、バンキングシステム等の開発にかかわる。1988年NTTデータ通信(現NTTデータ)に移り、1995年取締役第一産業システム事業部長に就任。1996年取締役経営企画部長、1997年常務取締役公共システム事業本部長、2001年代表取締役副社長を経て、2003年より2007年まで代表取締役社長を務める。

## 経歴
- 1967年 - 京都大学工学部卒業
- 1967年 - 日本電信電話公社入社
- 1988年 - 同公社データ通信事業本部が株式会社NTTデータとして分社化
- 1995年 - NTTデータ取締役 第一産業システム事業部長
- 1996年 - 同社取締役 経営企画部長
- 1997年 - 同社常務取締役 公共システム事業本部長
- 2001年 - 同社代表取締役副社長
- 2003年 - 2007年 同社代表取締役社長
- 2005年5月 - 2017年5月 特定非営利活動法人日本環境倶楽部理事長[1]
- 2007年6月 - 2009年6月 同社取締役相談役
- 2009年6月 - 2013年6月 同社相談役
- 2013年6月 - 2015年6月 同社シニアアドバイザー
- 2007年5月 - 2015年5月 一般社団法人情報サービス産業協会会長[2][3]
- 2008年4月 - 2017年6月 株式会社IHI取締役[4][5]
- 2010年6月 - 2020年6月 東日本旅客鉄道株式会社社外取締役[6][7]
- 2011年4月 - 2015年5月 一般社団法人 日本データマネジメント・コンソーシアム会長
- 2013年6月 - 株式会社クラレ社外取締役[8]
- 2014年4月 - 2016年3月 特定非営利活動法人国際CIO学会(IAC)理事長
- 2014年10月 - FPT Corporation取締役
- 2015年7月 - 明治大学国際総合研究所フェロー
- 2015年7月 - 株式会社ユビキタス顧問

## 著書
- 『社員力―ITに何がたりなかったか』（ダイヤモンド社、2007年）
- 『ニッポンのIT その未来』（日本経済新聞出版社、2010年）

## 栄典
- 2023年4月 - 旭日重光章受章[9]